# Führerhauptquartier

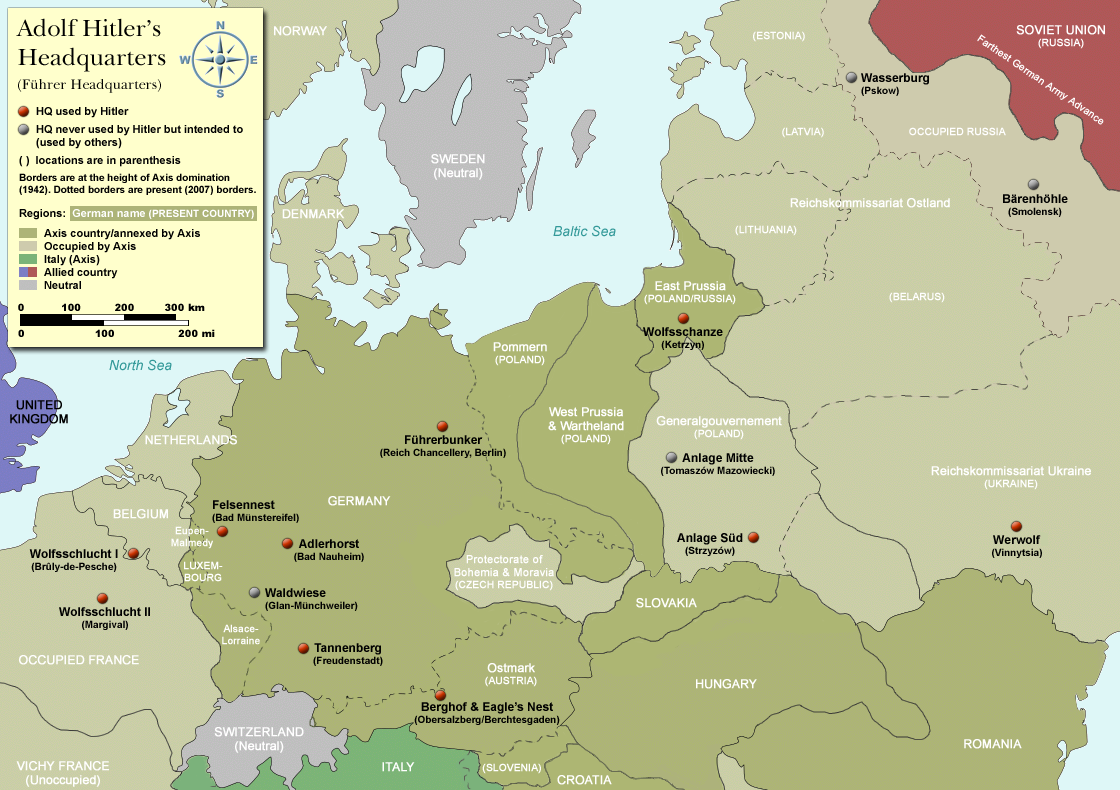
Kaart met de verschillende Führerhauptquartiere

Führerhauptquartier is de algemene benaming van een hoofdkwartier van Adolf Hitler en de Duitse Wehrmacht tijdens de Tweede Wereldoorlog. 
De volgende 13 Führerhauptquartiere hebben bestaan:
1. Adlerhorst in Langenhain-Ziegenberg, Ober-Mörlen
2. Anlage Mitte (of Askania Mitte) in Tomaszów Mazowiecki, Gouvernement-Generaal Polen
3. Anlage Süd (of Askania Süd) in Strzyżów, Gouvernement-Generaal Polen
4. Bärenhöhle in Smolensk, nu Rusland
5. Felsennest in Rodert
6. Siegfried (of Hagen) in Pullach im Isartal
7. Tannenberg in Freudenstadt
8. Waldwiese in Glan-Münchweiler
9. Wasserburg in Pleskau, nu Pskov, Rusland
10. Werwolf (of Eichenhain) bij Vinnytsja, nu Oekraïne
11. Wolfsschanze of Askania Nord bij Rastenburg, nu Polen
12. Wolfsschlucht I bij Brûly-de-Pesche, België
13. Wolfsschlucht II bij Margival, Frankrijk

Andere verblijfplaatsen waren de Berghof op de Obersalzberg bij Berchtesgaden, de Neue Reichskanzlei (met Führerbunker) in Berlijn en de Reichsregierungszug.
Adlerhorst ·
Anlage Mitte ·
Anlage Süd ·
Bärenhöhle ·
Felsennest ·
Siegfried ·
Tannenberg ·
Waldwiese ·
Wasserburg ·
Werwolf ·
Wolfsschanze ·
Wolfsschlucht I ·
Wolfsschlucht II

Andere verblijfsplaatsen van Adolf Hitler: Berghof ·
Rijkskanselarij (met Führerbunker)
- Gemeinsame Normdatei: 4155571-5
- Library of Congress Control Number: sh85059494
- Nationale Bibliotheek van Israël: 987007553279605171